# 小行星4248
小行星4248（4248 Ranald）是一颗围绕太阳公转的小行星。1984年4月23日，艾倫·C·吉爾摩、潘蜜拉·M·基爾馬汀在蒂卡普湖发现了此天体。
这颗小行星的绝对星等为118.6354815867686等。